# مارتین وتکه
مارتین وتکه (به آلمانی: Martin Wuttke) (زاده ۸ فوریه ۱۹۶۲)، بازیگر آلمانی است.
از فیلم‌های معروف او می‌توان به بازی در فیلم حرامزاده‌های لعنتی از تارانتینو اشاره کرد.